# Carcaje
Carcaje ist eine Ortschaft im Departamento Cochabamba im südamerikanischen Anden-Staat Bolivien.

## Lage im Nahraum
Carcaje liegt in der Provinz Germán Jordán auf der 490 km² großen fruchtbaren Hochebene des Valle Alto und ist der zweitgrößte Ort des Cantóns Tolata im Municipio Tolata. Die Ortschaft liegt auf einer Höhe von 2728 m am nördlichen Ufer des Stausees La Angostura.

## Geographie
Carcaje liegt im Übergangsbereich zwischen der Anden-Gebirgskette der Cordillera Central und dem bolivianischen Tiefland.
Die mittlere Durchschnittstemperatur der Region liegt bei etwa 18 °C (siehe Klimadiagramm Cochabamba) und schwankt nur unwesentlich zwischen 14 °C im Juni/Juli und 20 °C im Oktober/November. Der Jahresniederschlag beträgt nur rund 450 mm, bei einer ausgeprägten Trockenzeit von Mai bis September mit Monatsniederschlägen unter 10 mm und einer Feuchtezeit von Dezember bis Februar mit 90 bis 120 mm Monatsniederschlag.

## Verkehrsnetz
Carcaje liegt in einer Entfernung von 23 Straßenkilometern südöstlich von Cochabamba, der Hauptstadt des gleichnamigen Departamentos.
Von Cochabamba führt die asphaltierte Nationalstraße Ruta 7 in südöstlicher Richtung 17 Kilometer bis Angostura und dann am Stausee La Angostura entlang weiter nach Carcaje, Tolata und Paracaya bis in die 500 Kilometer entfernte Metropole Santa Cruz.

## Bevölkerung
Die Einwohnerzahl der Ortschaft ist in dem Jahrzehnt zwischen den beiden letzten Volkszählungen um etwa ein Fünftel angestiegen:
| Jahr | Einwohner         | Quelle       |
| ---- | ----------------- | ------------ |
| 1992 | keine Detaildaten | Volkszählung |
| 2001 | 563               | Volkszählung |
| 2012 | 676               | Volkszählung |
| 2024 |                   | Volkszählung |